# Lista planetelor minore/2501–2600
Aceasta este Lista planetelor minore/2501–2600; pentru a naviga prin lista completă vezi Lista planetelor minore.
Pentru ale detalii vezi și Proiect:Astronomie sau Portal:Astronomie.
| Nume                | Denumire provizorie | Data descoperirii  | Locul descoperirii     | Descoperitor(i)                  |
| ------------------- | ------------------- | ------------------ | ---------------------- | -------------------------------- |
| 2501 Lohja          | 1942 GD             | 14 aprilie 1942    | Turku                  | L. Oterma                        |
| 2502 Nummela        | 1943 EO             | 3 martie 1943      | Turku                  | Y. Väisälä⁠(d)                    |
| 2503 Liaoning       | 1965 UB1            | 16 octombrie 1965  | Nanking⁠(d)             | Purple Mountain Observatory⁠(d)   |
| 2504 Gaviola        | 1967 JO             | 6 mai 1967         | El Leoncito⁠(d)         | C. U. Cesco⁠(d), A. R. Klemola⁠(d) |
| 2505 Hebei          | 1975 UJ             | 31 octombrie 1975  | Nanking⁠(d)             | Purple Mountain Observatory⁠(d)   |
| 2506 Pirogov        | 1976 QG1            | 26 august 1976     | Nauchnij⁠(d)            | N. S. Cernîh                     |
| 2507 Bobone         | 1976 WB1            | 18 noiembrie 1976  | El Leoncito⁠(d)         | Felix Aguilar Observatory⁠(d)     |
| 2508 Alupka         | 1977 ET1            | 13 martie 1977     | Nauchnij⁠(d)            | N. S. Cernîh                     |
| 2509 Chukotka       | 1977 NG             | 14 iulie 1977      | Nauchnij               | N. S. Cernîh                     |
| 2510 Shandong       | 1979 TH             | 10 octombrie 1979  | Nanking⁠(d)             | Purple Mountain Observatory⁠(d)   |
| 2511 Patterson      | 1980 LM             | 11 iunie 1980      | Palomar                | C. S. Shoemaker                  |
| 2512 Tavastia       | 1940 GG             | 3 aprilie 1940     | Turku                  | Y. Väisälä⁠(d)                    |
| 2513 Baetslé        | 1950 SH             | 19 septembrie 1950 | Uccle⁠(d)               | S. J. Arend⁠(d)                   |
| 2514 Taiyuan        | 1964 TA1            | 8 octombrie 1964   | Nanking⁠(d)             | Purple Mountain Observatory⁠(d)   |
| 2515 Gansu          | 1964 TX1            | 9 octombrie 1964   | Nanking                | Purple Mountain Observatory      |
| 2516 Roman          | 1964 VY             | 6 noiembrie 1964   | Brooklyn⁠(d)            | Indiana University⁠(d)            |
| 2517 Orma           | 1968 SB             | 28 septembrie 1968 | Zimmerwald⁠(d)          | P. Wild                          |
| 2518 Rutllant       | 1974 FG             | 22 martie 1974     | Cerro El Roble⁠(d)      | C. Torres⁠(d)                     |
| 2519 Annagerman     | 1975 VD2            | 2 noiembrie 1975   | Nauchnij⁠(d)            | T. M. Smirnova                   |
| 2520 Novorossijsk   | 1976 QF1            | 26 august 1976     | Nauchnij               | N. S. Cernîh                     |
| 2521 Heidi          | 1979 DK             | 28 februarie 1979  | Zimmerwald⁠(d)          | P. Wild                          |
| 2522 Triglav        | 1980 PP             | 6 august 1980      | Kleť                   | Z. Vávrová⁠(d)                    |
| 2523 Ryba           | 1980 PV             | 6 august 1980      | Kleť                   | Z. Vávrová                       |
| 2524 Budovicium     | 1981 QB1            | 28 august 1981     | Kleť                   | Z. Vávrová                       |
| 2525 O'Steen        | 1981 VG             | 2 noiembrie 1981   | Anderson Mesa          | B. A. Skiff⁠(d)                   |
| 2526 Alisary        | 1979 KX             | 19 mai 1979        | La Silla               | R. M. West⁠(d)                    |
| 2527 Gregory        | 1981 RE             | 3 septembrie 1981  | Anderson Mesa          | N. G. Thomas⁠(d)                  |
| 2528 Mohler         | 1953 TF1            | 8 octombrie 1953   | Brooklyn⁠(d)            | Indiana University⁠(d)            |
| 2529 Rockwell Kent  | 1977 QL2            | 21 august 1977     | Nauchnij⁠(d)            | N. S. Cernîh                     |
| 2530 Shipka         | 1978 NC3            | 9 iulie 1978       | Nauchnij               | L. I. Cernîh                     |
| 2531 Cambridge      | 1980 LD             | 11 iunie 1980      | Anderson Mesa          | E. Bowell                        |
| 2532 Sutton         | 1980 TU5            | 9 octombrie 1980   | Palomar                | C. S. Shoemaker                  |
| 2533 Fechtig        | A905 VA             | 3 noiembrie 1905   | Heidelberg             | M. F. Wolf                       |
| 2534 Houzeau        | 1931 VD             | 2 noiembrie 1931   | Uccle⁠(d)               | E. Delporte                      |
| 2535 Hämeenlinna    | 1939 DH             | 17 februarie 1939  | Turku                  | Y. Väisälä⁠(d)                    |
| 2536 Kozyrev        | 1939 PJ             | 15 august 1939     | Crimea-Simeis⁠(d)       | G. N. Neuimin                    |
| 2537 Gilmore        | 1951 RL             | 4 septembrie 1951  | Heidelberg             | K. Reinmuth                      |
| 2538 Vanderlinden   | 1954 UD             | 30 octombrie 1954  | Uccle⁠(d)               | S. J. Arend⁠(d)                   |
| 2539 Ningxia        | 1964 TS2            | 8 octombrie 1964   | Nanking⁠(d)             | Purple Mountain Observatory⁠(d)   |
| 2540 Blok           | 1971 TH2            | 13 octombrie 1971  | Nauchnij⁠(d)            | L. I. Cernîh                     |
| 2541 Edebono        | 1973 DE             | 27 februarie 1973  | Hamburg-Bergedorf      | L. Kohoutek                      |
| 2542 Calpurnia      | 1980 CF             | 11 februarie 1980  | Anderson Mesa          | E. Bowell                        |
| 2543 Machado        | 1980 LJ             | 1 iunie 1980       | La Silla               | H. Debehogne                     |
| 2544 Gubarev        | 1980 PS             | 6 august 1980      | Kleť                   | Z. Vávrová⁠(d)                    |
| 2545 Verbiest       | 1933 BB             | 26 ianuarie 1933   | Uccle⁠(d)               | E. Delporte                      |
| 2546 Libitina       | 1950 FC             | 23 martie 1950     | Johannesburg⁠(d)        | E. L. Johnson⁠(d)                 |
| 2547 Hubei          | 1964 TC2            | 9 octombrie 1964   | Nanking⁠(d)             | Purple Mountain Observatory⁠(d)   |
| 2548 Leloir         | 1975 DA             | 16 februarie 1975  | El Leoncito⁠(d)         | Felix Aguilar Observatory⁠(d)     |
| 2549 Baker          | 1976 UB             | 23 octombrie 1976  | Harvard Observatory⁠(d) | Harvard Observatory⁠(d)           |
| 2550 Houssay        | 1976 UP20           | 21 octombrie 1976  | El Leoncito⁠(d)         | Felix Aguilar Observatory⁠(d)     |
| 2551 Decabrina      | 1976 YX1            | 16 decembrie 1976  | Nauchnij⁠(d)            | L. I. Cernîh                     |
| 2552 Remek          | 1978 SP             | 24 septembrie 1978 | Kleť                   | A. Mrkos                         |
| 2553 Viljev         | 1979 FS2            | 29 martie 1979     | Nauchnij⁠(d)            | N. S. Cernîh                     |
| 2554 Skiff          | 1980 OB             | 17 iulie 1980      | Anderson Mesa          | E. Bowell                        |
| 2555 Thomas         | 1980 OC             | 17 iulie 1980      | Anderson Mesa          | E. Bowell                        |
| 2556 Louise         | 1981 CS             | 8 februarie 1981   | Anderson Mesa          | N. G. Thomas⁠(d)                  |
| 2557 Putnam         | 1981 SL1            | 26 septembrie 1981 | Anderson Mesa          | B. A. Skiff⁠(d), N. G. Thomas⁠(d)  |
| 2558 Viv            | 1981 SP1            | 26 septembrie 1981 | Anderson Mesa          | N. G. Thomas⁠(d)                  |
| 2559 Svoboda        | 1981 UH             | 23 octombrie 1981  | Kleť                   | A. Mrkos                         |
| 2560 Siegma         | 1932 CW             | 14 februarie 1932  | Heidelberg             | K. Reinmuth                      |
| 2561 Margolin       | 1969 TK2            | 8 octombrie 1969   | Nauchnij⁠(d)            | L. I. Cernîh                     |
| 2562 Chaliapin      | 1973 FF1            | 27 martie 1973     | Nauchnij               | L. V. Juravliova                 |
| 2563 Boyarchuk      | 1977 FZ             | 22 martie 1977     | Nauchnij               | N. S. Cernîh                     |
| 2564 Kayala         | 1977 QX             | 19 august 1977     | Nauchnij               | N. S. Cernîh                     |
| 2565 Grögler        | 1977 TB1            | 12 octombrie 1977  | Zimmerwald⁠(d)          | P. Wild                          |
| 2566 Kirghizia      | 1979 FR2            | 29 martie 1979     | Nauchnij⁠(d)            | N. S. Cernîh                     |
| 2567 Elba           | 1979 KA             | 19 mai 1979        | La Silla               | O. Pizarro⁠(d), G. Pizarro⁠(d)     |
| 2568 Maksutov       | 1980 GH             | 13 aprilie 1980    | Kleť                   | Z. Vávrová⁠(d)                    |
| 2569 Madeline       | 1980 MA             | 18 iunie 1980      | Anderson Mesa          | E. Bowell                        |
| 2570 Porphyro       | 1980 PG             | 6 august 1980      | Anderson Mesa          | E. Bowell                        |
| 2571 Geisei         | 1981 UC             | 23 octombrie 1981  | Geisei⁠(d)              | T. Seki                          |
| 2572 Annschnell     | 1950 DL             | 17 februarie 1950  | Heidelberg             | K. Reinmuth                      |
| 2573 Hannu Olavi    | 1953 EN             | 10 martie 1953     | Turku                  | H. Alikoski⁠(d)                   |
| 2574 Ladoga         | 1968 UP             | 22 octombrie 1968  | Nauchnij⁠(d)            | T. M. Smirnova                   |
| 2575 Bulgaria       | 1970 PL             | 4 august 1970      | Nauchnij               | T. M. Smirnova                   |
| 2576 Yesenin        | 1974 QL             | 17 august 1974     | Nauchnij               | L. V. Juravliova                 |
| 2577 Litva          | 1975 EE3            | 12 martie 1975     | Nauchnij               | N. S. Cernîh                     |
| 2578 Saint-Exupéry  | 1975 VW3            | 2 noiembrie 1975   | Nauchnij               | T. M. Smirnova                   |
| 2579 Spartacus      | 1977 PA2            | 14 august 1977     | Nauchnij               | N. S. Cernîh                     |
| 2580 Smilevskia     | 1977 QP4            | 18 august 1977     | Nauchnij               | N. S. Cernîh                     |
| 2581 Radegast       | 1980 VX             | 11 noiembrie 1980  | Kleť                   | Z. Vávrová⁠(d)                    |
| 2582 Harimaya-Bashi | 1981 SA             | 26 septembrie 1981 | Geisei⁠(d)              | T. Seki                          |
| 2583 Fatyanov       | 1975 XA3            | 3 decembrie 1975   | Nauchnij⁠(d)            | T. M. Smirnova                   |
| 2584 Turkmenia      | 1979 FG2            | 23 martie 1979     | Nauchnij               | N. S. Cernîh                     |
| 2585 Irpedina       | 1979 OJ15           | 21 iulie 1979      | Nauchnij               | N. S. Cernîh                     |
| 2586 Matson         | 1980 LO             | 11 iunie 1980      | Palomar                | C. S. Shoemaker                  |
| 2587 Gardner        | 1980 OH             | 17 iulie 1980      | Anderson Mesa          | E. Bowell                        |
| 2588 Flavia         | 1981 VQ             | 2 noiembrie 1981   | Anderson Mesa          | B. A. Skiff⁠(d)                   |
| 2589 Daniel         | 1979 QU2            | 22 august 1979     | La Silla               | C.-I. Lagerkvist⁠(d)              |
| 2590 Mourão         | 1980 KJ             | 22 mai 1980        | La Silla               | H. Debehogne                     |
| 2591 Dworetsky      | 1949 PS             | 2 august 1949      | Heidelberg             | K. Reinmuth                      |
| 2592 Hunan          | 1966 BW             | 30 ianuarie 1966   | Nanking⁠(d)             | Purple Mountain Observatory⁠(d)   |
| 2593 Buryatia       | 1976 GB8            | 2 aprilie 1976     | Nauchnij⁠(d)            | N. S. Cernîh                     |
| 2594 Acamas         | 1978 TB             | 4 octombrie 1978   | Palomar                | C. T. Kowal⁠(d)                   |
| 2595 Gudiachvili    | 1979 KL             | 19 mai 1979        | La Silla               | R. M. West⁠(d)                    |
| 2596 Vainu Bappu    | 1979 KN             | 19 mai 1979        | La Silla               | R. M. West                       |
| 2597 Arthur         | 1980 PN             | 8 august 1980      | Anderson Mesa          | E. Bowell                        |
| 2598 Merlin         | 1980 RY             | 7 septembrie 1980  | Anderson Mesa          | E. Bowell                        |
| 2599 Veselí         | 1980 SO             | 29 septembrie 1980 | Kleť                   | Z. Vávrová⁠(d)                    |
| 2600 Lumme          | 1980 VP             | 9 noiembrie 1980   | Anderson Mesa          | E. Bowell                        |